# Mohammed Waad
Mohammed Waad (ur. 18 września 1999 w Bagdadzie) – katarsko-iracki piłkarz, występujący na pozycji pomocnika w katarskim klubie Al-Sadd SC oraz w reprezentacji Kataru. Uczestnik Mistrzostw Świata 2022, Mistrzostw Świata U-20 2019 oraz Pucharu Azji 2023.

## Statystyki

### Klubowe
Na podstawie:
| Klub             | Sezonów | Liga               | Liga  | Liga   | Puchar krajowy | Puchar krajowy | Kontynentalne | Kontynentalne | Suma  | Suma   |
| Klub             | Sezonów | Liga               | Mecze | Bramki | Mecze          | Bramki         | Mecze         | Bramki        | Mecze | Bramki |
| ---------------- | ------- | ------------------ | ----- | ------ | -------------- | -------------- | ------------- | ------------- | ----- | ------ |
| Al-Sadd SC       | 7       | Qatar Stars League | 32    | 0      | 6              | 1              | 17            | 1             | 55    | 2      |
| Júpiter Leonés   | 1       | ?                  | ?     | ?      | ?              | ?              | –             | –             | ?     | ?      |
| Al Ahli Ad-Dauha | 1       | Qatar Stars League | 6     | 1      | 0              | 0              | –             | –             | 6     | 1      |
| Al-Wakrah SC     | 1       | Qatar Stars League | 10    | 1      | 0              | 0              | –             | –             | 10    | 1      |
|                  | Łącznie | Łącznie            | 133   | 25     | 14             | 3              | 0             | 0             | 147   | 28     |

### Reprezentacyjne
Na podstawie:
| Rozgrywki                     | Faza      | M  | Gol | Żółta kartka | Czerwona kartka |
| ----------------------------- | --------- | -- | --- | ------------ | --------------- |
| Mecze towarzyskie             | –         | 14 | 0   | 0            | 0               |
| Eliminacje MŚ 2022            | Grupa 5   | 2  | 0   | 0            | 0               |
| Złoty Puchar CONCACAF 2021    | Grupa D   | 1  | 0   | 0            | 0               |
| Puchar Narodów Arabskich 2021 | Grupa A   | 3  | 0   | 0            | 0               |
| Puchar Narodów Arabskich 2021 | Mecz o 3M | 1  | 0   | 1            | 0               |
| MŚ 2022                       | Grupa A   | 2  | 0   | 0            | 0               |
| Puchar Zatoki Perskiej 2023   | Grupa B   | 3  | 0   | 1            | 0               |
| Puchar Zatoki Perskiej 2023   | Półfinał  | 1  | 0   | 0            | 0               |
| Złoty Puchar CONCACAF 2023    | Grupa B   | 3  | 0   | 2            | 0               |

## Sukcesy
Na podstawie:

### Klubowe
Z Al-Sadd SC:
- Mistrz Kataru 2020/21, 2021/22
- Puchar Kataru 2019/20, 2020/21
- Puchar Ligi Katarskiej: 2021